# Italian Juniors 2015
Die Italian Juniors 2015 fanden als bedeutendstes internationales Nachwuchsturnier Italiens im Badminton vom 13. bis zum 15. März 2015 in Rom statt. Es war die 5. Auflage der Veranstaltung.

## Sieger und Platzierte
| Disziplin    | Gold                                         | Silber                                               | Bronze                                       |
| ------------ | -------------------------------------------- | ---------------------------------------------------- | -------------------------------------------- |
| Herreneinzel | Dominik Bütikofer                            | Rodion Alimov                                        | Bernardo Atilano                             |
| Herreneinzel | Dominik Bütikofer                            | Rodion Alimov                                        | Miha Ivanič                                  |
| Dameneinzel  | Yaëlle Hoyaux                                | Elizaveta Tarasova                                   | Debora Jille                                 |
| Dameneinzel  | Yaëlle Hoyaux                                | Elizaveta Tarasova                                   | Emma Karlsson                                |
| Herrendoppel | Yahya Adi Kumara Yantoni Edy Saputra         | Andika Ramadiansyah Rinov Rivaldy                    | Dominik Bütikofer Julian Lehmann             |
| Herrendoppel | Yahya Adi Kumara Yantoni Edy Saputra         | Andika Ramadiansyah Rinov Rivaldy                    | Calvin Kristanto Bagas Maulana               |
| Damendoppel  | Mychelle Bandaso Serena Kani                 | Marsheilla Gischa Islami Rahmadhani Hastiyanti Putri | Ekaterina Kut Elizaveta Tarasova             |
| Damendoppel  | Mychelle Bandaso Serena Kani                 | Marsheilla Gischa Islami Rahmadhani Hastiyanti Putri | Yana Ignatyeva Kristina Vyrvich              |
| Mixed        | Andika Ramadiansyah Marsheilla Gischa Islami | Rodion Alimov Alina Davletova                        | Yahya Adi Kumara Rahmadhani Hastiyanti Putri |
| Mixed        | Andika Ramadiansyah Marsheilla Gischa Islami | Rodion Alimov Alina Davletova                        | Aleksandr Vasilkin Kristina Vyrvich          |